# テンペラー星人
テンペラー星人（テンペラーせいじん）は、特撮テレビ番組『ウルトラマンタロウ』をはじめとする「ウルトラシリーズ」に登場する架空の宇宙人。別名は極悪宇宙人。

## 特徴
1973年の『ウルトラマンタロウ』で初登場。
当初はエンペラ星人として登場予定で、デザイン画にもエンペラー星人の名前が記載されていたが、実際の映像作品では別人扱いとなっている。帯番組『ウルトラ怪獣大百科』（テレビ東京、1988年）では両者の同一人物説として、「出身地のテンペラー星雲がどこに存在するのか誰も知らない」や「M78星雲の犯罪指名手配101号」などと解説されているほか、ムック『週刊 ウルトラマン OFFCIAL DATA FILE』No.106 12ページでは兄弟説が言及されている。
容姿はバルタン星人やヒッポリト星人など、それまでの強敵・宿敵宇宙人の意匠を合わせたものとなっており、特に頭部の形状や鋏状の両手などはバルタン星人の要素が強く、「貫禄の増したバルタン星人」とも言われている。また、児童向けムック『決定版ウルトラ怪獣大百科』（小学館、1979年）にはバルタン星人やヒッポリト星人の遠い親戚との記述がある。2度目の登場となる2006年の映画『ウルトラマンメビウス&ウルトラ兄弟』でデザインがリニューアルされたため、それ以降は『タロウ』出演当時とは容姿が大きく異なっている。

## 『ウルトラマンタロウ』に登場するテンペラー星人
『ウルトラマンタロウ』第33話「ウルトラの国大爆発5秒前！」、第34話「ウルトラ6兄弟最後の日！」に登場。
全宇宙の制覇を狙っている悪質な宇宙人。ウルトラの国やウルトラ兄弟を以前から狙っており、抹殺しようと企む。劇中ではウルトラ6兄弟を誘き寄せるための配下とボス格の2体が登場（外見上の違いは特になし）。目的はウルトラ5兄弟であってウルトラマンタロウは眼中になく、タロウを「末っ子の甘えん坊」呼ばわりするなど軽視する。知略を駆使した作戦よりも、真っ向から攻撃しての破壊活動を得意とする。ボス格は配下がタロウに倒された際に「貴重な犠牲者」と戦死を尊ぶ、地球に現れた際には東光太郎の作戦で目を回して疲れた様子を見せる、光太郎を捕らえた際には急に踊りだすなどコミカルな一面を見せるほか、白鳥さおりに憑依する際にも「可哀想だが」と詫びるなど、極悪らしからぬ一面を見せる。
人間の姿を借りたウルトラ兄弟の正体を見破る特殊スペクトル光線や、テンペラー星の科学を集結して編み出したウルトラ戦士のみに対して絶大なダメージを与えるウルトラ兄弟必殺光線といった代表的な光線技のほか、電気エネルギーを鞭のように飛ばすムチ状光線、手からの火炎放射、ロケット弾、ガス攻撃、人間への憑依などに加え、クモ状の形態への変身も可能など、多彩な能力を持っている。背中のマントは、あらゆる攻撃を防ぐ黄金マントと称される。
配下がウルトラの星を破壊しようとするが、ウルトラ5兄弟がタロウの招待で地球に遊びに行ったことを、正体不明のシンバルを叩くサルの玩具（わんぱくスージー）の形をした通信機から聞かされ、5兄弟を追って地球に向かう。到着後はすぐに街を破壊し始め、ウルトラ兄弟を誘い出そうとする。その戦闘力は単独でも強大で、傍にいる兄たちに甘えていたタロウをたやすく倒すが、ウルトラマンボールを用いた奇襲作戦によって体内へタロウに入り込まれ、タロウが巨大化したことで破裂して倒される。
ボス格は6兄弟が全員姿を見せたことで行動を開始し、さおりに憑依して光太郎に接近して油断させると、彼を誘拐して5兄弟をおびき寄せる。ウルトラ兄弟がZAT隊員と大谷博士、バレーボール部部員の身体を借りても、6人いることですぐに正体を見破る。6兄弟との全面対決では多彩な技で圧倒するが、タロウのタロウカッターで両腕を切断されたうえ、5兄弟リフターで空中へ放り投げられたところをネオ・ストリウム光線を浴びせられて爆散する。逃げようとした宇宙船も、5兄弟の必殺光線一斉発射（グランドスパーク）で破壊される。
- 声：丸山詠二（ノンクレジット）[10][11]
- デザインは鈴木儀雄が担当した[12][13]。目や頭部の大きさなどのバランスは造形とは異なる[13]。劇中でボス格が変身したクモ状の生物に似ている、テンペラー星人の検討案と思われるラフが存在する[13]。
- 造形物はスーツのほか、大小2種類の飛び人形、腕を切り落とされた状態のミニチュア、爆発用カポックなどが用意された[11]。
- 当初[いつ?]はカブトムシとゴキブリを合わせたようなイメージで、名前はブルトン星人とされていた[14]。
- 放送当時の裏設定では、タロウと戦う怪獣や宇宙人たちの背後に暗躍する「怪獣軍団」を陰で操る黒幕だったともされている。『全怪獣怪人』や『週刊 ウルトラマン OFFCIAL DATA FILE』No.106-12では「怪獣軍団のゴッドファーザー」[15]、『決定版ウルトラ怪獣大百科』[要ページ番号]では巨大ヤプール（改造）にベムスター（改造）などの怪獣軍団を貸し与えたと言われている。
- 内山まもるによる漫画版『タロウ』第10回「ウルトラ7番目の兄弟」（小学館『小学二年生』1974年1月号に掲載）はテレビ版第34話の後日譚となっており、地球で6兄弟と戦っている間に別働隊が光の国を襲撃・占拠した。

## 『ウルトラマンメビウス&ウルトラ兄弟』に登場するテンペラー星人
映画『ウルトラマンメビウス&ウルトラ兄弟』に登場。
ドキュメントZATに記録が残っている、かつてウルトラマンタロウら6兄弟に倒されたテンペラー星人の同族。両腕のハサミ・クロウハンドから放つ高熱火炎や、鞭状にした電撃が武器。背面のマント状の触手の間に丈夫な飛膜を張り、翼として飛行することも可能。
Uキラーザウルス=ヤプールを復活させようと、ザラブ星人、ガッツ星人、ナックル星人らと宇宙人連合を結成し、地球に現れる。頭脳派な他の3人の宇宙人たちと違い、真っ向から挑む力押しタイプな性格で、自らの力に絶対な自信を持っている。宇宙人連合のリーダーとなることを目論んでおり、そのためにウルトラマンメビウスを倒して己の力を見せ付けようと、1番手として神戸の街に出現する。メビウスを倒そうとするが、最後は空中戦の末に電撃をバリアで防がれてメビュームシュートで反撃され、爆死した。
様子を見ていたガッツ星人からは「口ほどにもない」とまで言われるが、この時の戦いはナックル星人たちに分析され、メビウスのデータを収集することに役立っている。
- 声：郷里大輔
- スーツアクター：末永博志
- デザインは酉澤安施が担当[21][22]。西洋甲冑をイメージしているほか、フォルムをバルタン星人に近づけている[22]。飛行時の皮膜も酉澤の案によるものである[21][22]。

## 『ウルトラギャラクシー大怪獣バトル NEVER ENDING ODYSSEY』に登場するテンペラー星人（RB）
『ウルトラギャラクシー大怪獣バトル NEVER ENDING ODYSSEY』第9話「暗黒の鎧」に登場。「RB」は「レイオニクス・バトラー」を意味する。
テンペラー星のレイオニクスバトラー。アリゲラを操る。
メフィラス星人とのレイオニクスバトルに勝利し、バトルナイザーを踏み潰して立ち去る。その後、ただならぬ波動を感じてアーマードメフィラスとなったメフィラスと出会い、アリゲラを召喚して再びレイオニクスバトルを挑もうとする。メフィラスの持っていた剣（ダークネスブロード）に見覚えがあり、そのことに気付いた直後、メフィラスによってアリゲラ共々断殺される。
- 声：郷里大輔
- スーツアクター：末永博志

## 『大怪獣バトル ウルトラ銀河伝説 THE MOVIE』に登場するテンペラー星人
映画『大怪獣バトル ウルトラ銀河伝説 THE MOVIE』に登場。
ウルトラマンベリアルのギガバトルナイザーの力で怪獣墓場から復活した、ベリアル軍団の1体。怪獣墓場でウルトラ戦士やレイの怪獣たちを襲撃し、主にレイのゴモラと戦う。その後も軍団の中では長く残るが、最後はウルトラマンゼロのワイドゼロショットで倒される。
回想シーンでもレイブラッド星人が指揮する怪獣軍団の中に姿があるほか、ベリュドラの首を構成する怪獣の1体としても登場する。

## 『ウルトラゾーン』に登場するテンペラー星人
『ウルトラゾーン』第2話のコントパート「怪獣転校生」に登場。
私立小学校の6年2組に転校生として現れる。前の学校では他人を馬鹿にした態度のせいもあってクラスメートと馴染めなかったと言われているが、今度の学校でも教室に入ってくるなり高笑いしたり、教室にウルトラ兄弟がいるのではないかと疑っていきなりクラスメートに特殊スペクトル光線を放ったり、先生にウルトラ兄弟必殺光線を放ったりした結果、転校初日から先生に怒られてしまう。
- 声は熊本浩武が担当。
- 第5話のアイキャッチでは、山間の集落に帰郷する姿が描かれている[30]。

## テンペラー星人・極悪のヴィラニアス
『ウルトラマン列伝』内のアクションドラマ『ウルトラゼロファイト』第2部「輝きのゼロ」に登場。
「あのお方」と呼ばれる何者かに仕えてウルトラマンゼロの戦闘力・能力を探る宇宙人集団ダークネスファイブの1人。目の色は赤。一人称は「我輩」で、古風な物言いをする。初代同様、ウルトラ兄弟必殺光線やビームウィップを武器とする。タイラントを相棒と称して極暴（）タッグを組み、ゼロに襲いかかる。
「仲間とは強く、役に立つ者」という考えを持つ実力主義者で、ゼロに敗れ去ったヒッポリト星人・地獄のジャタールを「弱い者など仲間とは言わぬ」という理由で役立たずと嘲笑する。また、ゼロの反撃を受けたタイラントにも一時役立たずと言い放ったため、ゼロには「ころころ手のひらを返すような奴」と言われる。だが、ジャンボットの攻撃を次々に凌ぎ、さらにはジャンナインとの合体技「ダブルジャンナックル」すらも単独で防ぐなど、その言い分に恥じない実力を見せる。
一時はグローザ星系人・氷結のグロッケンやデスレ星雲人・炎上のデスローグも加わってゼロを袋叩きにするが、駆け付けたゼロの仲間であるウルティメイトフォースゼロに妨害され、タイラントと共にジャンボットとジャンナインの「鋼鉄のジャン兄弟」と対決する。その途中、ゼロダークネスが出現してウルティメイトフォースゼロに襲いかかると、「我らが出る幕ではない」として他のメンバー共々戦いを傍観する立場に回るが、ゼロダークネスからベリアルの魂が抜けて覚醒したシャイニングウルトラマンゼロのシャイニングスタードライヴによってベリアルの魂が消滅すると、状況を不利と判断したメフィラス星人・魔導のスライに指示されて他のメンバーと共に撤退する。エピローグでは、時間逆行によってかつての肉体を取り戻したベリアルと再合流する。
- 声：金子はりい
- 『ウルトラマン列伝』第100話および第103話と『新ウルトラマン列伝』第48話および第49話では、復活したベリアルと合流して以降の動向が描かれている[34]。
  - 第100話ではベリアルや他のダークネスファイブのメンバーと共に番組をジャックし、解説やコメントを行う。ナックル星人とブラックキングのタッグを自分とタイラントの極暴タッグに勝るとも劣らぬ戦いぶりと評価し、グロッケンと共にコミカルなコメントやツッコミも多数行う。だが、放送時間が残り少なくなってもベリアルが怪獣を100体紹介しきれていないことに焦り、続きは次の機会にした方がいいことをスライからベリアルに進言させるが、それにベリアルが激怒して暴れ出したため、慌てて他のメンバーと共にベリアルを止めに行ったところで放送は終了した。
  - 第103話では100体怪獣の紹介が失敗して不機嫌なベリアルの機嫌を直すべく再び番組ジャックを行い、自分たちダークネスファイブの同族宇宙人たちをベリアルに紹介する。自身はウルトラ6兄弟と戦った初代を紹介してその多彩な武器を自慢し、自分の相棒であるタイラントも呼んでその解説も行う。その後、結局はウルトラ戦士に敗れることを自嘲したベリアルに一度は別れを告げられるが、他のメンバーと共に死ぬまで仕えると必死に呼びかけた結果、他のメンバー共々ベリアルから晴れて忠誠心を認められ、自分たちの「守るべきもの」を探すべくベリアル軍団の新たな覇道を開始した。
  - 『新ウルトラマン列伝』第48話ではすべての宇宙を支配するというベリアルの野望のためにはさまざまな宇宙を知る必要があるとして、スライから『大怪獣ラッシュ』の宇宙であるプラズマギャラクシーについて教えてもらう。ラッシュハンターズの解説の際には、マグママスター・マグナの同族であるマグマ星人の行動にダメ出しをしたほか、ガッツガンナー・ガルムの同族であるガッツ星人を紹介し、ウルトラセブンを追い詰めたその戦法を高く評価して語るなど、ガルムに関しても一目置いている様子を見せた。
  - 続く第49話ではプラズマギャラクシーのバルタン星人がすでにバレル1人になっていることを知った際、非常に驚いた様子を見せている。その後、ベリアルや他の仲間と共にプラズマギャラクシーへ旅立つ。
  - 当初は声にエフェクトが掛かっていたが、 グロッケンとデスローグと共に『新ウルトラマン列伝』第48話以降からは完全に無くなった。
  - アーケードゲーム『大怪獣ラッシュ ウルトラフロンティア』では第4弾から参戦する。異名は「弱き者を蹂躙するダークネスファイブ屈指の実力者」。武器はツインソード。
  - 『ウルトラマンジード』第25話では、ベリアルの記憶における回想シーンにダークネスファイブの他のメンバーやストルム星人 / 伏井出 ケイ（ふくいで ケイ）と共に登場している。

## テンペラー星人バチスタ
映画『劇場版 ウルトラマンオーブ 絆の力、おかりします!』に登場。
宇宙魔女賊ムルナウがダークリングで怪獣カードから呼び出した宇宙人の1体。執事同然に使役されている。最初はヒッポリト星人カリストやガッツ星人ドッペルと共にサデスとの戦闘で疲弊したオーブ（ハリケーンスラッシュ）を連行し、その後はオーブ（オーブトリニティ）を相手にデアボリックやカリストと共に戦闘を繰り広げる。ウルトラマンギンガ・ウルトラマンビクトリー・ウルトラマンエックスが宝石化状態から復活した後はカリストとのコンビでギンガやビクトリーと戦い、最後はカリストとの合体光線をギンガとビクトリーのギンガビクトリーアルティメイタムに押し返され、カリスト共々倒される。
- 声：おたけ（ジャングルポケット）
- 脚本を担当した中野貴雄は、キャラクター自身が「面白いセリフを書いてくれ」と言っているかのようにネタが次々に浮かんできたと述べている[37]。一方、監督の田口清隆は脚本にセリフのない部分も行間を埋めるようジャングルポケットらに要請しており、アドリブも多く取り入れられている[37]。

## ゲーム作品に登場するテンペラー星人

### 『ウルトラマン Fighting Evolution0』に登場するテンペラー星人
PlayStation Portable専用ソフト『ウルトラマン Fighting Evolution 0』に登場。
ウルトラ兄弟抹殺のため、バルタン星人、ヒッポリト星人、ナックル星人、ババルウ星人と手を組み、ヤプールに利用されている。100体を超えるバキシム軍団を指揮し、ウルトラ兄弟を地球に誘き寄せる。力を完全に取り戻していないウルトラ戦士を倒すのは自分のプライドに反するとして決闘を直々に申し込むが、力を取り戻したウルトラ戦士と対峙した際に調子に乗って怪獣やウルトラ戦士から奪い取った力を吸収しすぎたため、その反動で弱って自滅に近い形で敗れる。
ババルウ星人からゾフィー（レオ編ではセブン）の始末を命じられるが、プライドゆえにその命令には従わず、自らを破ったウルトラ戦士に褒美と称して返還する。隠しストーリーでは、ヤプールによって覚醒したテンペラー星人も登場する。

### 『大怪獣バトル ULTRA MONSTERS NEO』に登場するテンペラー星人
『大怪獣バトル ULTRA MONSTERS NEO』第1話「力を継ぐもの」、第2話「悪魔の挑発」に登場。
マグマ星人、ババルウ星人、キリエロイドと共にカネゴンのバトルナイザーを奪おうとするが、その途中で平行世界に迷い込む。その後、カネゴンを見つけてバトルナイザーを100万円で買い取ろうとするが、カネゴンがそれ以上の金額を要求したのに業を煮やし、力尽くで奪おうとしたところをキリエロイドに制止される。レイオニクスである主人公の力を試そうとするキリエロイドの提案に賛同し、共に主人公に襲いかかるが、バトルナイザーの怪獣によって返り討ちにされる。
ステータスはそれほど高くないが、星人系キャラクターの中ではパワーがかなり高い。また、『NEO』以降はステータスが大幅に強化されている。必殺技は、劇中でも使用した「ビームロッド」、「火炎放射」、「ウルトラ兄弟必殺光線」が使用可能である。また、『NEO』第4弾では『メビウス&ウルトラ兄弟』のメビウスとの空中戦の際に使用した、手から光弾を連射する「クローショット連射」という必殺技が追加された。この必殺技には、ビームロッド同様に雷属性が付加されている。
- 声：郷里大輔（第1弾から『EX』までは『タロウ』の丸山詠二の音声を流用）

### ファミコン『ウルトラマン倶楽部』に登場するテンペラー星人
「ウルトラマン倶楽部2 帰ってきたウルトラマン倶楽部」と「ウルトラマン倶楽部3 またまた出撃!!ウルトラ兄弟」に登場、ともにボス怪獣。

## その他の登場作品
- 映画『ウルトラマンZOFFY ウルトラの戦士VS大怪獣軍団』では、ストーリーの最後に登場してウルトラ6兄弟と対決する（映像は『ウルトラマンタロウ』第34話からの流用）。声は広瀬正志が担当。
- テレビマガジン版『ウルトラマンメビウス外伝 超銀河大戦』では、映画『ウルトラマンメビウス&ウルトラ兄弟』同様にザラブ星人、ガッツ星人、ナックル星人らと宇宙人連合を結成しており、アークボガールを探して銀河系の果てに到着したウルトラ兄弟を、他の3人や復活したUキラーザウルス・ネオと共に攻撃するが、ウルトラマンのスペシウム光線でナックル星人共々倒される。
- 『ウルトラマンギンガ』第1話では、ダークスパークウォーズのイメージシーンに登場してタロウと戦うが、ダークスパークの力によって他の怪獣やウルトラ戦士もろともスパークドールズ化される。
- CGショートムービー『大怪獣ラッシュ ウルトラフロンティア』では、ハンターステーションにいる宇宙人として登場。また、劇場版『DINO-TANK Hunting』ではヒッポリト星人、キリエロイドと共にチームを組み、恐竜戦車に挑むも敗退している。
- 『ウルトラ怪獣擬人化計画feat.POP』で擬人化される。アニメ『はいたい七葉』第20話、ドラマCD『ウルトラ怪女子』に登場。声優は新井里美。『ウルトラ怪獣擬人化計画feat.POP Comic code』に登場。
- 漫画作品
  - 漫画『ウルトラ兄弟物語』の「ウルトラ一族の大反乱編」では、新宇宙警備隊が雇った怪獣軍団の1体として登場。
  - 漫画『ウルトラマン超闘士激伝』では、強豪宇宙人のリーダー格だが、噛ませ犬的な役回りが多い。
  - 漫画『ウルトラマンSTORY 0』では、星間連合の幹部として登場。